# ماخيتي ديوب
ماخيتي ديوب (بالفرنسية: Makhete Diop)‏ (مواليد 8 يوليو 1988) هو لاعب كرة قدم سنغالي.
لعب سابقاً مع أندية الوطني السعودي والكرامة السوري والنجمة اللبناني والظفرة الإماراتي والأهلي الإماراتي و شباب الأهلي و الشباب السعودي و الشارقة الإماراتي.

## روابط خارجية
- ماخيتي ديوب على موقع قاعدة بيانات كرة القدم.إي يو (الإنجليزية)
- ماخيتي ديوب على موقع Soccerway.com (الإنجليزية)
- ماخيتي ديوب على موقع كووورة